# Sindaci di Alatri
Questo elenco riporta i responsabili dell'amministrazione civica di Alatri.

## Libero Comune (1173-...)
| Periodo    | Periodo | Primo cittadino             | Partito       | Carica  | Note  |
| ---------- | ------- | --------------------------- | ------------- | ------- | ----- |
| 1173       | 1241    | ...                         |               | Consoli |       |
| 1241       | ...     | ...                         |               | Podestà | [ 1 ] |
| 1286       | 1287    | Goffredo di Raynaldo        | filo-angioino | Podestà |       |
| 1380 circa |         | Adenolfo e Ildebrando Conti | filo-Cajetani | Signori |       |

## Stato Pontificio (1738 - 1798)
| Periodo | Periodo | Primo cittadino                   | Partito            | Carica             | Note |
| ------- | ------- | --------------------------------- | ------------------ | ------------------ | ---- |
| 1738    | 1738    | Erasmo Valletta                   |                    | Primo Conservatore |      |
| 1738    | 1738    | Marco Antonio Antonini            |                    | Primo Conservatore |      |
| 1739    | 1739    | Filippo Razza                     |                    | Primo Conservatore |      |
| 1739    | 1739    | Giuseppe Tofanelli                |                    | Primo Conservatore |      |
| 1740    | 1740    | Erasmo Valletta                   |                    | Primo Conservatore |      |
| 1740    | 1740    | Pietro Antonio Corneli            |                    | Primo Conservatore |      |
| 1741    | 1741    | Paolo Tesori                      |                    | Primo Conservatore |      |
| 1741    | 1741    | Gaetano Morsi                     |                    | Primo Conservatore |      |
| 1742    | 1742    | Sisto Liberati                    |                    | Primo Conservatore |      |
| 1742    | 1742    | Giovan Battista Cascia            |                    | Primo Conservatore |      |
| 1743    | 1743    | Paolo Quartucci                   |                    | Primo Conservatore |      |
| 1743    | 1743    | Giulio De Angelis                 |                    | Primo Conservatore |      |
| 1744    | 1744    | Erasmo Valletta                   |                    | Primo Conservatore |      |
| 1744    | 1744    | Paolo Quartucci                   |                    | Primo Conservatore |      |
| 1745    | 1745    | Giovan Battista Cascia            |                    | Primo Conservatore |      |
| 1745    | 1745    | Marco Antonio Antonini            |                    | Primo Conservatore |      |
| 1746    | 1746    | Gaetano Morsa                     |                    | Primo Conservatore |      |
| 1747    | 1747    | Sisto Liberati                    |                    | Primo Conservatore |      |
| 1747    | 1747    | Pietro Molella                    |                    | Primo Conservatore |      |
| 1748    | 1748    | Giovan Battista Cascia            |                    | Primo Conservatore |      |
| 1748    | 1748    | Paolo Quartucci                   |                    | Primo Conservatore |      |
| 1749    | 1749    | Sisto Liberati                    |                    | Primo Conservatore |      |
| 1749    | 1749    | Gaetano Morsa                     |                    | Primo Conservatore |      |
| 1750    | 1750    | Giuseppe Tofanelli                | Primo Conservatore | Sindaco            |      |
| 1750    | 1750    | Erasmo Valletta                   |                    | Primo Conservatore |      |
| 1751    | 1751    | Marco Antonio Antonini            |                    | Primo Conservatore |      |
| 1751    | 1751    | Erasmo Valletta                   |                    | Primo Conservatore |      |
| 1752    | 1752    | Sisto Liberati                    |                    | Primo Conservatore |      |
| 1752    | 1752    | Marco Antonio Antonini            |                    | Primo Conservatore |      |
| 1753    | 1753    | Marco Antonio Antonini            |                    | Primo Conservatore |      |
| 1753    | 1753    | Pietro Molella                    |                    | Primo Conservatore |      |
| 1754    | 1754    | Filippo Razza                     |                    | Primo Conservatore |      |
| 1754    | 1754    | Giuseppe Tofanelli                |                    | Primo Conservatore |      |
| 1755    | 1755    | Luca Iacovacci                    |                    | Primo Conservatore |      |
| 1759    | 1759    | Erasmo Valletta                   |                    | Primo Conservatore |      |
| 1759    | 1759    | Marco Antonio Antonini            |                    | Primo Conservatore |      |
| 1760    | 1760    | Marco Antonio Antonini            |                    | Primo Conservatore |      |
| 1760    | 1760    | Giovan Battista Ambrosi Grappelli |                    | Primo Conservatore |      |
| 1761    | 1761    | Filippo Razza                     |                    | Primo Conservatore |      |
| 1761    | 1761    | Carlo Antonio Marra               |                    | Primo Conservatore |      |
| 1762    | 1762    | Luca Iacovacci                    |                    | Primo Conservatore |      |
| 1763    | 1763    | Luca Iacovacci                    |                    | Primo Conservatore |      |
| 1763    | 1763    | Giuseppe Tofanelli                |                    | Primo Conservatore |      |
| 1764    | 1764    | Giovan Battista Grappelli         |                    | Primo Conservatore |      |
| 1764    | 1764    | Pietro Molella                    |                    | Primo Conservatore |      |
| 1765    | 1765    | Pietro Molella                    |                    | Primo Conservatore |      |
| 1765    | 1765    | Giuseppe Tofanelli                |                    | Primo Conservatore |      |
| 1766    | 1766    | Carlo Antonio Marra               |                    | Primo Conservatore |      |
| 1766    | 1766    | Luca Iacovacci                    |                    | Primo Conservatore |      |
| 1767    | 1767    | Giuseppe Marzi                    |                    | Primo Conservatore |      |
| 1767    | 1767    | Filippo Razza                     |                    | Primo Conservatore |      |
| 1768    | 1768    | Pietro Molella                    |                    | Primo Conservatore |      |
| 1768    | 1768    | Carlo Antonio Marra               |                    | Primo Conservatore |      |
| 1769    | 1769    | Giovan Battista Liberati          |                    | Primo Conservatore |      |
| 1769    | 1769    | Domenico Caporilli                |                    | Primo Conservatore |      |
| 1770    | 1770    | Filippo Razza                     |                    | Primo Conservatore |      |
| 1770    | 1770    | Giuseppe Tofanelli                |                    | Primo Conservatore |      |
| 1771    | 1771    | Giuseppe Tofanelli                |                    | Primo Conservatore |      |
| 1772    | 1772    | Giovan Battista Ambrosi Grappelli |                    | Primo Conservatore |      |
| 1772    | 1772    | Giuseppe Marzi                    |                    | Primo Conservatore |      |
| 1773    | 1773    | Gervasio Gaetani                  |                    | Primo Conservatore |      |
| 1774    | 1774    | Luca Iacovacci                    |                    | Primo Conservatore |      |
| 1774    | 1774    | Giovan Battista Ambrosi Grappelli |                    | Primo Conservatore |      |
| 1775    | 1775    | Carlo Antonio Marra               |                    | Primo Conservatore |      |
| 1775    | 1775    | Filippo Razza                     |                    | Primo Conservatore |      |
| 1776    | 1776    | Filippo Carrozzi                  |                    | Primo Conservatore |      |
| 1776    | 1776    | Pietro Molella                    |                    | Primo Conservatore |      |
| 1777    | 1777    | Domenico Caporilli                |                    | Primo Conservatore |      |
| 1777    | 1777    | Giovan Battista Liberati          |                    | Primo Conservatore |      |
| 1778    | 1778    | Gervasio gaetani                  |                    | Primo Conservatore |      |
| 1778    | 1778    | Giuseppe Marzi                    |                    | Primo Conservatore |      |
| 1779    | 1779    | Giuseppe Marzi                    |                    | Primo Conservatore |      |
| 1779    | 1779    | Luca Iacovacci                    |                    | Primo Conservatore |      |
| 1780    | 1780    | Gervasio Gaetani                  |                    | Primo Conservatore |      |
| 1780    | 1780    | Luca Iacovacci                    |                    | Primo Conservatore |      |
| 1781    | 1781    | Giovan Battista Liberati          |                    | Primo Conservatore |      |
| 1781    | 1781    | Pietro Molella                    |                    | Primo Conservatore |      |
| 1782    | 1782    | Giuseppe Marzi                    |                    | Primo Conservatore |      |
| 1782    | 1782    | Domenico Caporilli                |                    | Primo Conservatore |      |
| 1783    | 1783    | Giovan Battista Ambrosi Grappelli |                    | Primo Conservatore |      |
| 1783    | 1783    | Filippo Carrozzi                  |                    | Primo Conservatore |      |
| 1784    | 1784    | Apuleio Tofanelli                 |                    | Primo Conservatore |      |
| 1784    | 1784    | Carlo Antonio Marra               |                    | Primo Conservatore |      |
| 1785    | 1785    | Luca Iacovacci                    |                    | Primo Conservatore |      |
| 1785    | 1785    | Pietro Molella                    |                    | Primo Conservatore |      |
| 1786    | 1786    | Giovan Battista Grappelli         |                    | Primo Conservatore |      |
| 1786    | 1786    | Domenico Caporilli                |                    | Primo Conservatore |      |
| 1787    | 1787    | Filippo Carrozzi                  |                    | Primo Conservatore |      |
| 1788    | 1788    | Carlo Antonio Marra               |                    | Primo Conservatore |      |
| 1788    | 1788    | Giuseppe Iacovacci                |                    | Primo Conservatore |      |
| 1789    | 1789    | Giovan Battista Liberati          |                    | Primo Conservatore |      |
| 1789    | 1789    | Claudio Antonini                  |                    | Primo Conservatore |      |
| 1790    | 1790    | Filippo Carrozzi                  |                    | Primo Conservatore |      |
| 1790    | 1790    | Giovan Battista Gaetani           |                    | Primo Conservatore |      |
| 1791    | 1791    | Sebastiano Vinciguerra            |                    | Primo Conservatore |      |
| 1791    | 1791    | Carlo Antonio Marra               |                    | Primo Conservatore |      |
| 1792    | 1792    | Antonio Mangili                   |                    | Primo Conservatore |      |
| 1793    | 1793    | Giovan Battista Grappelli         |                    | Primo Conservatore |      |
| 1793    | 1793    | Giuseppe Iacovacci                |                    | Primo Conservatore |      |
| 1794    | 1794    | Domenico Caporilli                |                    | Primo Conservatore |      |
| 1795    | 1795    | Giuseppe Iacovacci                |                    | Primo Conservatore |      |
| 1795    | 1795    | Filippo Carrozzi                  |                    | Primo Conservatore |      |
| 1796    | 1796    | Giovan Battista Ambrosi Grappelli |                    | Primo Conservatore |      |
| 1797    | 1797    | Carlo Antonio Vinciguerra         |                    | Primo Conservatore |      |
| 1797    | 1797    | Apuleio Tofanelli                 |                    | Primo Conservatore |      |
| 1798    | 1798    | Domenico Caporilli                | ...                | Primo Conservatore |      |

## Prima Repubblica Romana (1798-1799)
| Periodo | Periodo | Primo cittadino | Partito | Carica                        | Note |
| ------- | ------- | --------------- | ------- | ----------------------------- | ---- |
| 1798    | 1798    | GB Molella      | ...     | Presidente delle municipalità |      |
| 1798    | 1799    | Fr. Bernardini  | ...     | Presidente delle municipalità |      |
| 1799    | 1799    | GB Molella      | ...     | Presidente delle municipalità |      |

## Stato Pontificio (1798 - 1808)
| Periodo | Periodo | Primo cittadino            | Partito | Carica  | Note |
| ------- | ------- | -------------------------- | ------- | ------- | ---- |
| 1799    | 1799    | Domenico Caporilli         | ...     | Sindaco |      |
| 1800    | 1800    | Antonio Mangili            | ...     | Sindaco |      |
| 1800    | 1800    | Giovan Battista Molella    | ...     | Sindaco |      |
| 1801    | 1801    | Giuseppe Marra             | ...     | Sindaco |      |
| 1801    | 1801    | Giovan Battista Gaetani    | ...     | Sindaco |      |
| 1802    | 1802    | Giovan Battista Molella    | ...     | Sindaco |      |
| 1802    | 1802    | Antonio Mangili            | ...     | Sindaco |      |
| 1803    | 1803    | Giovan Battista Gaetani    | ...     | Sindaco |      |
| 1803    | 1803    | Giovanni Felice Iacovacci  | ...     | Sindaco |      |
| 1804    | 1804    | Giovan Battista Caporilli  | ...     | Sindaco |      |
| 1804    | 1804    | Giuseppe Marra             | ...     | Sindaco |      |
| 1805    | 1805    | Tiburzio Antonini          | ...     | Sindaco |      |
| 1805    | 1805    | Felice Maria Orlando       | ...     | Sindaco |      |
| 1806    | 1806    | Tiberio Caporilli          | ...     | Sindaco |      |
| 1806    | 1806    | Giuseppe Antonio Grappelli | ...     | Sindaco |      |
| 1807    | 1807    | Tiburzio Antonini          | ...     | Sindaco |      |
| 1807    | 1807    | Giuseppe Marra             | ...     | Sindaco |      |
| 1808    | 1808    | Giuseppe Marra             | ...     | Sindaco |      |
| 1808    | 1808    | Giovanni Felice Iacovacci  | ...     | Sindaco |      |
| 1809    | 1809    | Tiberio Caporilli          | ...     | Sindaco |      |

## Primo Impero Francese (1809 - 1814)
| Periodo | Periodo | Primo cittadino           | Partito | Carica | Note |
| ------- | ------- | ------------------------- | ------- | ------ | ---- |
| 1809    | 1809    | Giovanni Felice Iacovacci | ...     | Maire  |      |
| 1810    | 1810    | Giovanni Felice Iacovacci | ...     | Maire  |      |
| 1812    | 1812    | Giovanni Felice Iacovacci | ...     | Maire  |      |
| 1813    | 1813    | Giovanni Felice Iacovacci | ...     | Maire  |      |
| 1814    | 1814    | Giovanni Felice Iacovacci | ...     | Maire  |      |

## Stato Pontificio (1814- 1849)
| Periodo | Periodo | Primo cittadino                    | Partito | Carica       | Note |
| ------- | ------- | ---------------------------------- | ------- | ------------ | ---- |
| 1814    | 1814    | Giovan Battista Campanari          | ...     | Sindaco      |      |
| 1815    | 1815    | Giovan Battista Gaetani            | ...     | Sindaco      |      |
| 1815    | 1815    | Giuseppe Antonio Ambrosi Grappelli | ...     | Sindaco      |      |
| 1816    | 1816    | Giovan Battista Molella            | ...     | Sindaco      |      |
| 1816    | 1818    | Tiburzio Antonini                  | ...     | Gonfaloniere |      |
| 1819    | 1820    | Giovan Battista Campanari          | ...     | Gonfaloniere |      |
| 1821    | 1822    | Luigi Antonio Maddaleni            | ...     | Gonfaloniere |      |
| 1823    | 1824    | Giulio Molella                     | ...     | Gonfaloniere |      |
| 1825    | 1826    | Filippo Iacovacci                  | ...     | Gonfaloniere |      |
| 1827    | 1828    | Vincenzo Molella                   | ...     | Gonfaloniere |      |
| 1828    | 1831    | Giovan Battista Campanari          | ...     | Gonfaloniere |      |
| 1831    | 1834    | Tiburzio Antonini                  | ...     | Gonfaloniere |      |
| 1834    | 1837    | Pietro Volpi                       | ...     | Gonfaloniere |      |
| 1838    | 1841    | Giulio Molella                     | ...     | Gonfaloniere |      |
| 1842    | 1846    | Carlo Peronti                      | ...     | Gonfaloniere |      |
| 1847    | 1849    | Filippo Iacovacci                  | ...     | Gonfaloniere |      |

## Seconda Repubblica Romana (1849)
| Periodo | Periodo | Primo cittadino    | Partito | Carica  | Note |
| ------- | ------- | ------------------ | ------- | ------- | ---- |
| 1849    | 1849    | Ignazio Brocchetti | ...     | Sindaco |      |

## Stato Pontificio (1849- 1870)
| Periodo | Periodo | Primo cittadino    | Partito | Carica       | Note |
| ------- | ------- | ------------------ | ------- | ------------ | ---- |
| 1849    | 1850    | Filippo Iacovacci  | ...     | Gonfaloniere |      |
| 1851    | 1854    | Giulio Molella     | ...     | Gonfaloniere |      |
| 1854    | 1863    | Filippo De Cesaris | ...     | Gonfaloniere |      |
| 1863    | 1869    | Filippo Antonini   | ...     | Gonfaloniere |      |
| 1870    | 1870    | Giovanni Pomella   | ...     | Gonfaloniere |      |

## Regno d'Italia (1870-1946)
| Sindaci nominati dal governo (1870-1889)                   | Sindaci nominati dal governo (1870-1889) | Sindaci nominati dal governo (1870-1889) | Sindaci nominati dal governo (1870-1889) | Sindaci nominati dal governo (1870-1889) |
| Nominativo                                                 | Partito                                  | Mandato                                  | Mandato                                  | Elezione                                 |
| Nominativo                                                 | Partito                                  | Inizio                                   | Fine                                     | Elezione                                 |
| ---------------------------------------------------------- | ---------------------------------------- | ---------------------------------------- | ---------------------------------------- | ---------------------------------------- |
| Pietro Castagnacci                                         | ...                                      | 1871                                     | 1873                                     |                                          |
| Salvatore Colazingari                                      | ...                                      | 1874                                     | 1875                                     |                                          |
| Pietro Castagnacci                                         | ...                                      | 1876                                     | 1876                                     |                                          |
| Gaetano De Persiis                                         | ...                                      | 1877                                     | 1878                                     |                                          |
| Pietro Felice Cerica                                       | ...                                      | 1878                                     | 1883                                     |                                          |
| Giuseppe Pomella                                           | ...                                      | 1883                                     | 1888                                     |                                          |
| Sindaci eletti dal Consiglio comunale (1889-1926)          |                                          |                                          |                                          |                                          |
| Nominativo                                                 | Partito                                  | Mandato                                  | Mandato                                  | Elezione                                 |
| Nominativo                                                 | Partito                                  | Inizi                                    | Fine                                     | Elezione                                 |
| Paolo Di Fabio                                             | ...                                      | 1889                                     | 1897                                     |                                          |
| Carlo Folchetti                                            | ...                                      | 1897                                     | 1909                                     |                                          |
| Gioacchino Pio Cerica                                      | ...                                      | 1910                                     | 1914                                     |                                          |
| Giuseppe Di Fabio                                          | ...                                      | 1914                                     | 1920                                     |                                          |
| Carlo Minnocci                                             | Partito Popolare Italiano                | 1920                                     | 1922                                     |                                          |
|                                                            | ...                                      | 1922                                     | 1927                                     |                                          |
| Podestà nominati dal governo (1927-1944)                   |                                          |                                          |                                          |                                          |
| Nominativo                                                 | Partito                                  | Mandato                                  | Mandato                                  | Elezione                                 |
| Nominativo                                                 | Partito                                  | Inizio                                   | Fine                                     | Elezione                                 |
| Gioacchino Pio Cerica                                      | Partito Nazionale Fascista               | 1927                                     | 1927                                     |                                          |
|                                                            | ...                                      | 1927                                     | 1930                                     |                                          |
| Paolo Cittadini                                            | Partito Nazionale Fascista               | 1930                                     | 1932                                     |                                          |
|                                                            | ...                                      | 1932                                     | 1935                                     |                                          |
| Paolo Ceci                                                 | Partito Nazionale Fascista               | 1935                                     | 1936                                     |                                          |
| Giovan Battista Milani                                     | Partito Nazionale Fascista               | 1937                                     | 1939                                     |                                          |
|                                                            | ...                                      | 1939                                     | 1944                                     |                                          |
| Sindaci del periodo costituzionale transitorio (1944-1946) |                                          |                                          |                                          |                                          |
| Nominativo                                                 | Partito                                  | Mandato                                  | Mandato                                  | Elezione                                 |
| Nominativo                                                 | Partito                                  | Inizio                                   | Fine                                     | Elezione                                 |
| Carlo Minnocci                                             |                                          | 1944                                     | 1944                                     |                                          |
| Giacinto Minnocci                                          | Partito Socialista Italiano              | 1945                                     | 1946                                     |                                          |

## Repubblica Italiana (dal 1946)
| Sindaci eletti dal Consiglio comunale (1946-1994)    | Sindaci eletti dal Consiglio comunale (1946-1994) | Sindaci eletti dal Consiglio comunale (1946-1994) | Sindaci eletti dal Consiglio comunale (1946-1994) | Sindaci eletti dal Consiglio comunale (1946-1994) | Sindaci eletti dal Consiglio comunale (1946-1994) | Sindaci eletti dal Consiglio comunale (1946-1994) | Sindaci eletti dal Consiglio comunale (1946-1994) |
| Nominativo                                           | Partito                                           | Partito                                           | Partito                                           | Partito                                           | Mandato                                           | Mandato                                           | Elezione                                          |
| Nominativo                                           | Partito                                           | Partito                                           | Partito                                           | Partito                                           | Inizio                                            | Fine                                              | Elezione                                          |
| ---------------------------------------------------- | ------------------------------------------------- | ------------------------------------------------- | ------------------------------------------------- | ------------------------------------------------- | ------------------------------------------------- | ------------------------------------------------- | ------------------------------------------------- |
| Nazareno Troccoli                                    |                                                   | ...                                               | ...                                               | ...                                               | 1946                                              | 1947                                              | Elezione 1946                                     |
| Emanuele Lisi                                        |                                                   | Democrazia Cristiana                              | Democrazia Cristiana                              | Democrazia Cristiana                              | 1947                                              | 1952                                              | Elezione 1946                                     |
| Luigi Fiorletta                                      |                                                   | Democrazia Cristiana                              | Democrazia Cristiana                              | Democrazia Cristiana                              | 1952                                              | 1960                                              | Elezione 1952                                     |
| Luigi Fiorletta                                      | Elezione 1956                                     | Democrazia Cristiana                              | Democrazia Cristiana                              | Democrazia Cristiana                              | 1952                                              | 1960                                              |                                                   |
| Antonio Celani                                       |                                                   | ...                                               | ...                                               | ...                                               | 1960                                              | 1964                                              | Elezione 1960                                     |
| Franco Evangelisti                                   |                                                   | Democrazia Cristiana                              | Democrazia Cristiana                              | Democrazia Cristiana                              | 1964                                              | 1965                                              | Elezione 1964                                     |
| Carlo Costantini                                     |                                                   | Democrazia Cristiana                              | Democrazia Cristiana                              | Democrazia Cristiana                              | 1965                                              | 1974                                              | Elezione 1964                                     |
| Carlo Costantini                                     | Elezione 1969                                     | Democrazia Cristiana                              | Democrazia Cristiana                              | Democrazia Cristiana                              | 1965                                              | 1974                                              |                                                   |
| Francesco Priorini                                   |                                                   | Democrazia Cristiana                              | Democrazia Cristiana                              | Democrazia Cristiana                              | 1974                                              | 1985                                              | Elezione 1974                                     |
| Francesco Priorini                                   | Elezione 1980                                     | Democrazia Cristiana                              | Democrazia Cristiana                              | Democrazia Cristiana                              | 1974                                              | 1985                                              |                                                   |
| Italo Cianfrocca                                     |                                                   | Democrazia Cristiana                              | Democrazia Cristiana                              | Democrazia Cristiana                              | 1985                                              | 1988                                              | Elezione 1985                                     |
| Luciano Bellincampi                                  |                                                   | Democrazia Cristiana                              | Democrazia Cristiana                              | Democrazia Cristiana                              | 1988                                              | 1990                                              | Elezione 1985                                     |
| Silvio Tagliaferri                                   |                                                   | Democrazia Cristiana                              | Democrazia Cristiana                              | Democrazia Cristiana                              | 1990                                              | 1992                                              | Elezione 1990                                     |
| Lucia Padovani                                       |                                                   | Democrazia Cristiana                              | Democrazia Cristiana                              | Democrazia Cristiana                              | 1993                                              | 1993                                              | Elezione 1990                                     |
| Giovanni Astrei                                      |                                                   | Democrazia Cristiana                              | Democrazia Cristiana                              | Democrazia Cristiana                              | 1993                                              | 1994                                              | Elezione 1990                                     |
| Sindaci eletti direttamente dai cittadini (dal 1994) |                                                   |                                                   |                                                   |                                                   |                                                   |                                                   |                                                   |
| Nominativo                                           | Partito                                           | Partito                                           | Coalizione                                        | Coalizione                                        | Mandato                                           | Mandato                                           | Elezione                                          |
| Nominativo                                           | Partito                                           | Partito                                           | Coalizione                                        | Coalizione                                        | Inizio                                            | Fine                                              | Elezione                                          |
| Patrizio Cittadini                                   |                                                   | Indipendente                                      |                                                   | Liste civiche                                     | 26 giugno 1994                                    | 23 maggio 1998                                    | Elezione 1994                                     |
| Patrizio Cittadini                                   |                                                   | Indipendente                                      | PPI-DS-L. civiche                                 | 24 maggio 1998                                    | 8 giugno 2002                                     | Elezione 1998                                     |                                                   |
| Giuseppe Morini                                      |                                                   | Indipendente                                      |                                                   | DL-DS-IdV-L. civiche                              | 9 giugno 2002                                     | 11 ottobre 2005                                   | Elezione 2002                                     |
| Anna Infante (Commissario prefettizio)               | —                                                 | —                                                 | —                                                 | —                                                 | 12 ottobre 2005                                   | 28 maggio 2006                                    | —                                                 |
| Costantino Magliocca                                 |                                                   | Forza Italia Il Popolo della Libertà              |                                                   | FI-UDC-AN-L. civiche                              | 29 maggio 2006                                    | 29 maggio 2011                                    | Elezione 2006                                     |
| Giuseppe Morini                                      |                                                   | Partito Democratico                               |                                                   | PD-PSI-L. civiche                                 | 30 maggio 2011                                    | 18 giugno 2016                                    | Elezione 2011                                     |
| Giuseppe Morini                                      |                                                   | Partito Democratico                               | PD-L. civiche                                     | 19 giugno 2016                                    | 17 ottobre 2021                                   | Elezione 2016                                     |                                                   |
| Maurizio Cianfrocca                                  |                                                   | Indipendente                                      |                                                   | LSP-FdI-FI-L. civiche                             | 18 ottobre 2021                                   | in carica                                         | Elezione 2021                                     |